# キャッスルマン病

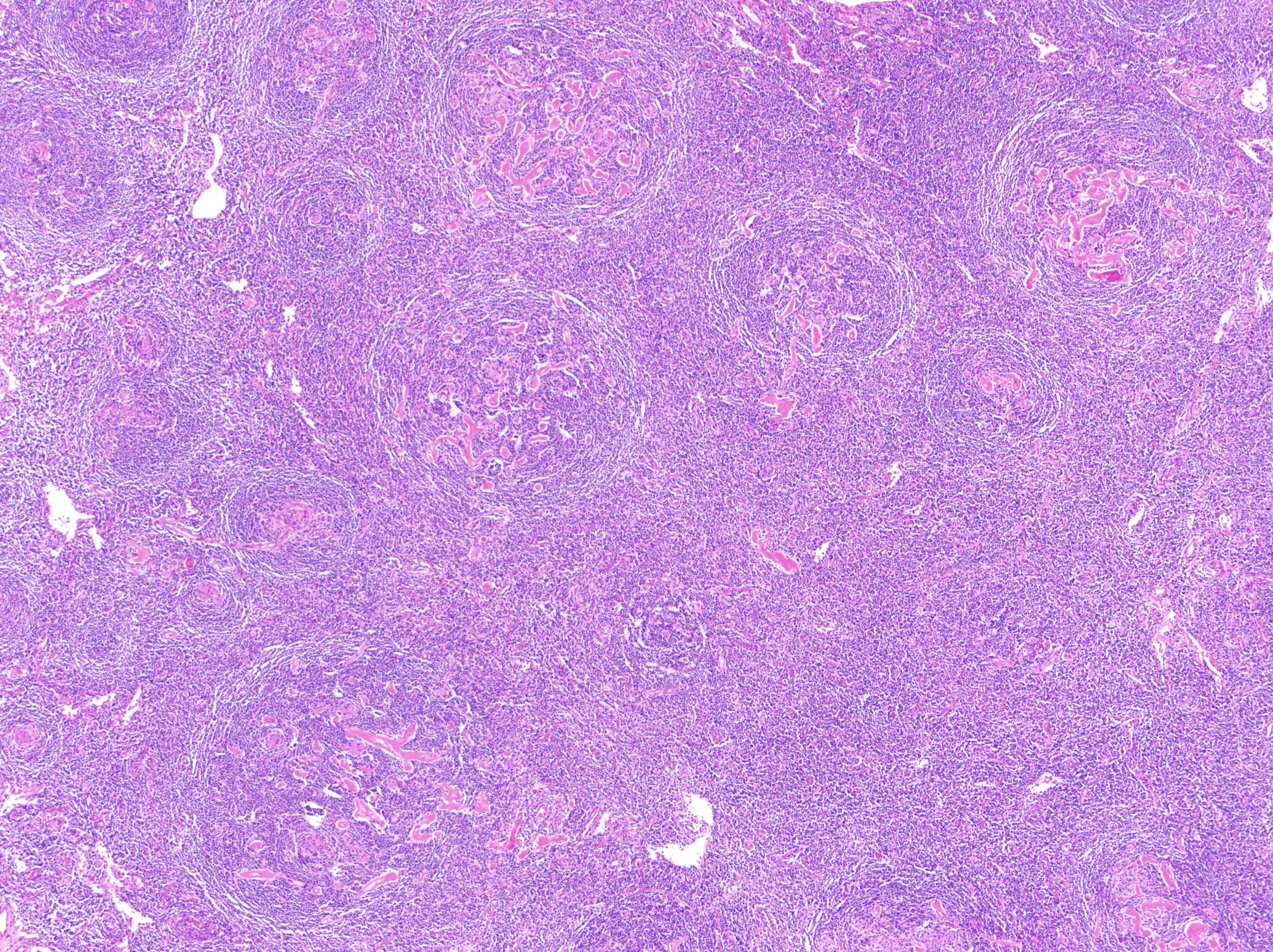
Castleman's disease, hyaline vascular type 病理組織像

キャッスルマン病（キャッスルマンびょう、英: Castleman's disease）は、非常に稀なリンパ増殖性疾患である。発熱やリンパ節腫脹を呈する多クローン性リンパ増殖性疾患である。
1956年にアメリカの病理医ベンジャミン・キャッスルマン(Benjamin Castleman)医師が初めて原因不明の病気として報告したことから、キャッスルマン病と名付けられた。

## 概要
病態である腫大したリンパ節からインターロイキン（IL-6）というサイトカインが過剰に生成される。それらが健常な血球と結び付き、異常な免疫血球に変化。正常な細胞を攻撃することで生体内で様々な炎症を引き起こす。
日本では1500人程度しか患者が報告されていない。現在アクテムラなどの分子標的治療薬の有効性が認められている。いくつかの病型が知られているが日本では単中心性キャッスルマン病が1350人ほど、多中心性キャッスルマン病が4180人程度で推定されている希少疾患である。

## 歴史
キャッスルマン病はマサチューセッツ総合病院のキャッスルマンが最初に記載したリンパ増殖性疾患である。1954年にキャッスルマンはNew England Journal of Medicine誌の臨床病理カンファレンスに巨大縦隔腫瘤をもつ40歳男性例を提示した。硝子血管型の単中心性キャッスルマン病と思われる例である。1956年にキャッスルマンは類症13例を報告した。いずれも縦隔リンパ節過形成を示しており、濾胞の過形成、毛細血管の増生、胚中心に向かって濾胞を貫通する硝子化した毛細血管が認められた。これらの報告が硝子血管型の単中心性キャッスルマン病の原型となった。
1969年にオランダのナイメーヘン大学のフレンドリッグはキャッスルマン病のリンパ組織型には硝子血管型以外に、濾胞間領域にシート状形質細胞が増生する組織型、すなわち形質細胞型を報告した。1972年にキャッスルマンとケーラーは81例の単中心性キャッスルマン病を解析して硝子血管型と形質細胞型の2つの病型があることを明らかにした。
1983年ミネソタ大学のフリゼラが病理学的に形質細胞型キャッスルマン病に類似し多発性病変を形成した15例を多中心性キャッスルマン病とした。同様の病態を1980年に森らが10例報告しているが、彼らはキャッスルマン病とは命名せず、idiopathic plasmacytic lymphadenopathy with polyclonal hyperimmunoglobulinemia(IPL)と命名し、形質細胞型キャッスルマン病との異同に関して検討している]。その後、多中心性キャッスルマン病はHHV-8関連多中心性キャッスルマン病、POEMS症候群関連多中心性キャッスルマン病、特発性多中心性キャッスルマン病（iMCD）に分類された。
特発性多中心性キャッスルマン病はさらにTAFRO症候を伴うiMCD-TAFROとiMCD-NOSに分類される。HHV-8関連多中心性キャッスルマン病は免疫不全を背景としたHHV-8感染によるものである。大多数はHIV感染者であり日本での頻度は極めて低い。POEMS症候群関連多中心性キャッスルマン病は多発神経炎と単クローン性の形質細胞増殖を伴いPOEMS症候群の診断基準を満たすものである。2010年に新潟市民病院の髙井らは血小板減少、全身浮腫、発熱、骨髄巨核球増多と骨髄線維症、臓器腫大を伴う原因不明の全身炎症性疾患をTAFRO症候群として報告した。原著では3例の報告をしており、そのうち1例ではリンパ節病理が硝子血管型キャッスルマン病と類似していた。TAFRO症候群の一部はキャッスルマン病のリンパ節病変を伴いTAFRO症候を伴うiMCD-TAFROと言われている。多中心性硝子血管型キャッスルマン病の多くはiMCD-TAFROと考えられている。TAFRO症候群を伴わないiMCD-NOSは形質細胞型が多い。
iMCD-NOSは発症様式が緩徐で多クローン性高ガンマグロブリン血症と血小板増多がみられ、TAFRO症候は伴わず、慢性の経過をたどり生命予後は比較的良好である。その一方でiMCD-TAFROは急性もしくは亜急性に発症し、全身性の体液貯留と血小板減少が必発で血清ガンマグロブリンの増加がみられず、発症から1年以内の死亡率が高い。

## 疫学
石川県の拠点となる3病院の症例数から日本のキャッスルマン病の有病率を推定されている。2012年から2018年に同地域で診断されたキャッスルマン病例は単中心性キャッスルマン病9例、多中心性キャッスルマン病23例であった。人口比換算すると単中心性キャッスルマン病の罹患数は年間71～542人、多中心性キャッスルマン病の罹患数は年間309～731人と推定された。日本での罹患者数は単中心性キャッスルマン病1350～10300人、多中心性キャッスルマン病は4180～14900人と推定された。

## 病態
キャッスルマン病、特に形質細胞型や混合型のリンパ節では成熟B細胞や形質細胞が増加しているが、これらは多クローン性であり、反応性の増加と考えられる。同様に病変リンパ節でみられる血管増生も反応性の変化と考えられる。こういったリンパ節組織像の変化、およびキャッスルマン病でみられる症候の多くは炎症性サイトカインであるIL-6の過剰によって説明できる。IL-6とキャッスルマン病の因果関係はキャッスルマン病患者のリンパ節の胚中心に過剰IL-6産出が観察される点、単中心性キャッスルマン病患者のリンパ節切除によりIL-6およびCRPなどの急性期反応物質が低下する点から証明されている。
キャッスルマン病におけるIL-6の産出細胞病型により異なる可能性があるがリンパ濾胞の胚中心のB細胞とする報告がある。IL-6はB細胞のポリクローナルな活性化をおこし、B細胞の形質細胞への分化を誘導し、VEGFの発現を増加させて血管新生を促し、血小板を増加させ、発熱やCRP上昇などキャッスルマン病でみられる様々な症候の原因となる。IL-6が高ガンマグロブリン血症と自己抗体を産出を起こす。
キャッスルマン病の中にはHHV-8感染に関連するものがある。HHV-8はHIV関連カポジ肉腫等で検出されるγヘルペスウイルスであり、B細胞、マクロファージおよび内皮細胞を含む多くの細胞に感染する能力を有する。多中心性キャッスルマン病においてHHV-8はIgM陽性のメモリーB細胞に優先的に感染し、異常な増殖および形質芽細胞表現型への分化を促進することが提唱されている。HHV-8感染に加えてヒトIL-6またはウイルスにコードされたIL-6の過剰放出もキャッスルマン病の病態形成に深く関与している。
特発性多中心性キャッスルマン病ではどういった機序でIL-6が過剰産出されるのか、正確には解明されていない。仮説として、未知のウイルスなどによる感染症、自己免疫的な機序、あるいは腫瘍随伴症候群などが想定されている。下記に4つの仮説を示す。
自己免疫的な機序による特発性多中心性キャッスルマン病
特発性多中心性キャッスルマン病における臓器障害や慢性炎症は、自己反応性抗体に起因する可能性がある。特発性多中心性キャッスルマン病症例報告のうち、約30％で自己抗体が検出され、サイトカインの放出を促す自己免疫反応が示唆される。また一部の自己免疫性疾患では特発性多中心性キャッスルマン病と類似の臨床症状および組織学的特徴を示すことがある。
自己炎症的な機序による特発性多中心性キャッスルマン病発症の可能性
特発性多中心性キャッスルマン病は炎症を調節するインフラマソームを含めた遺伝子の突然変異により生じる可能性がある。特発性多中心性キャッスルマン病を有する患者のうち、家族性地中海熱の疾患感受性遺伝子であるMEFV遺伝子のエクソン10の変異を有する症例やADA2遺伝子の変異を有する特発性多中心性キャッスルマン病の症例も報告されている。自己炎症性疾患に類似した病態が特発性多中心性キャッスルマン病を引き起こす可能性が示唆されている。
発がん性変異に起因する特発性多中心性キャッスルマン病発症の可能性
特発性多中心性キャッスルマン病患者は年齢の一致した対照比較して悪性腫瘍の割合が増加するとされる。また特発性多中心性キャッスルマン病患者のリンパ節においてモノクローナルな増殖が検出される例もあり、多中心性キャッスルマン病は悪性リンパ腫と臨床所見および病理組織所見が類似している。また特発性多中心性キャッスルマン病に続発した濾胞樹状細胞肉腫が報告されている。
感染症に起因する特発性多中心性キャッスルマン病の可能性
HHV-8以外の未知のウイルス感染症により特発性多中心性キャッスルマン病が発症するという仮説である。リンパ節検体を用いたVirome captureシーケンスの結果HHV-8陰性の特発性多中心性キャッスルマン病において新たなウイルスは検出されなかった。しかし特発性多中心性キャッスルマン病11例中5例でEBVが検出され重症度と相関した。
その他の病態も考えられる。IL-6はJAK/STAT経路を介して作用していると考えられる。抗IL-6療法が特発性多中心性キャッスルマン病の諸症状を劇的に改善する事実もIL-6の病態への関与を強く支持している。特発性多中心性キャッスルマン病の30～40％がIL-6阻害薬で効果不十分でありT細胞の関与やIL-6以外のサイトカインの関与も考えられる。
IL-1βおよびTNF-αはNF-κBシグナル伝達を介してIL-6産出を引き起こす炎症性サイトカインである。これらのサイトカインの増加は特発性多中心性キャッスルマン病患者で報告されており、IL-1βおよびTNF-αの阻害は特発性多中心性キャッスルマン病の治療戦略になり得る。実際に抗IL-6療法に抵抗性であった特発性多中心性キャッスルマン病にIL-1β阻害薬が有効であった例が報告されている。IL-6以外にPI3K/Akt/mTOR経路の活性化も関与しており治療のターゲットと考えられている。IL-6はJAK/STAT系やPI3K/Akt/mTOR経路を介して作用する。そのためJAK阻害薬やmTOR阻害薬が有効である可能性がある。実際に難治性の特発性多中心性キャッスルマン病にmTOR阻害薬であるシロリムスが有効であった報告がある。

## 病理
キャッスルマン病の患者のリンパ節にみられる組織学的な特徴は正常な抗原刺激に対する反応性変化、または低悪性度主要性病変のいずれかであると考えられている。これらの特徴には、萎縮性および過形成性胚中心、濾胞樹状細胞の突起、形質細胞の増生、血管分布の増加も含まれる。但し、同様の組織学的変化はキャッスルマン病だけではなく、自己免疫疾患、リンパ増殖性疾患、種々の先天性免疫不全状態、およびウイルス感染など、慢性免疫活性化に関連する他の疾患においても認められる。キャッスルマン病の国際病理分類がある。

### 単中心性硝子血管型
単中心性、すなわち限局性の比較的大きな腫瘤を形成することを特徴とし、その多くがリンパ節である。症状は無症状であり、健診等で偶然発見されることが多い。したがって多発性の病変や全身症状が強い場合は硝子血管型キャッスルマン病とは別の疾患である可能性が高い。病理学的にはマントル帯の肥厚したリンパ濾胞の過形成からなり、ときに胚中心伸展性異形成を伴うこともある。濾胞間と濾胞内には血管の増生が目立っている。濾胞内に存在する血管はしばしば硝子化している。血管増生の強い症例では、リンパ濾胞が目立たなくなる傾向があるが、硝子化した血管の存在や臨床像から診断は可能である。

### 多中心性硝子血管型
多中心性硝子血管型キャッスルマン病と報告されたものの多くはTAFRO症候群であると考えられる。病理学的に、TAFRO症候群は増生している血管内皮細胞の核が腫大しており、また硝子化した血管が認められない点で単中心性硝子血管型キャッスルマン病と大きく異なっている。

### 単中心性形質細胞型
稀な病型である。限局性の比較的大きなリンパ節腫脹で見つかることが多く、臨床症状も軽度である。軽度の貧血や多クローン性高ガンマグロブリン血症、CRP上昇などである。リンパ節の摘出で検査データは正常化することが多い。病理学的には硝子血管型と同様にマントル帯の肥厚したリンパ濾胞の過形成と濾胞間の血管増生が認められる。しかし濾胞間では成熟型の形質細胞のシート状増生やヘモジデリンの沈着が目立つ。濾胞間の拡大や顆粒球の浸潤は目立たない。IL-6の免疫染色を行うと、種々の割合で形質細胞や胚中心の芽球などの細胞質が顆粒状に陽性になる。濾胞間に成熟型の形質細胞がシート状に増生する所見は単中心性形質細胞型キャッスルマン病と多中心性形質細胞型キャッスルマン病の共通する所見である。

### 多中心性形質細胞型
特発性多中心性キャッスルマン病について述べる。臨床的には多発性のリンパ節腫脹や節外病変で発症し、多クローン性高ガンマグロブリン血症、CRPの持続高値などが認められる。病理学的には正常～小型の胚中心と軽度肥厚したマントル帯からなるリンパ濾胞と濾胞間の拡大を認める。濾胞間には、成熟型の形質細胞がシート状に増生しヘモジデリン沈着も目立っている。さらに種々の割合で血管の増生も認められる。単中心性形質細胞型キャッスルマン病と同様にIL-6免疫染色を行うと種々の割合で形質細胞や胚中心の芽球などの細胞質が顆粒状に陽性になる。多中心性形質細胞型キャッスルマン病と病理診断した例でも後に全身性エリテマトーデスや関節リウマチの診断に至る例もある。
HHV8関連多中心性キャッスルマン病は特発性多中心性キャッスルマン病と同様の病理像を呈することが多い。しかしマントル帯の中にHHV-8陽性の形質芽細胞が存在し、また同一リンパ節内に高頻度にカポジ肉腫を合併する点が異なる。

## 症状
慢性的なリンパ節腫大。血液検査においては、CRP上昇、免疫グロブリン上昇などが顕著に見られる。
その他に貧血、発熱、食欲不振、体重減少、発疹などが報告されているが症状には個人差がある。多中心性キャッスルマン病の共通する臨床症状としてはリンパ節腫脹、肝脾腫、発熱、倦怠感、盗汗、貧血があり、ときに皮疹、浮腫、胸腹水、腎障害、間質性の肺病変、関節痛など多彩な症状を呈する。リンパ節は表在性のものが多く単中心性キャッスルマン病に比べるとやや小さい。
臨床症状はIL-6を含む高サイトカイン血症で説明できる。IL-6は免疫細胞、造血幹細胞、破骨細胞、メサンギウム細胞、肝細胞、表皮ケラチノサイトにおける多数の細胞機能に関与する多機能を有する炎症性サイトカインである。肝細胞に作用するとアルブミン低下や急性反応蛋白産出がおこり、浮腫やアミロイドーシスにいたる。巨核球に作用すると血小板産出がおこり血小板増多症にいたる。破骨細胞を活性化させることで骨粗鬆症にいたる。表皮ケラチノサイトを増殖させることで皮膚炎がおこる。腎臓のメサンギウム細胞を増殖させることで糸球体腎炎がおこる。活性化T細胞を分化・増殖させることで自己免疫応答をおこす。また活性化B細胞に抗体産出を促すことで自己抗体が産出される。

## 診断

### 診断
キャッスルマン病・TAFRO症候群・その類縁疾患調査研究班によるキャッスルマン病の診断基準が知られている。また米国を中心としたキャッスルマン病の研究組織であるキャッスルマン病共同ネットワーク（Castleman Disease Collaborative Network、CDCN）ではキャッスルマン病様の病理組織所見を得た場合の診断アルゴリズムを提唱している。また特発性多中心性キャッスルマン病に関してはキャッスルマン病共同ネットワークから国際診断基準が提唱されている。

### 重症度
キャッスルマン病共同ネットワークから特発性多中心性キャッスルマン病の重症基準が示されている。キャッスルマン病・TAFRO症候群・その類縁疾患調査研究班による特発性多中心性キャッスルマン病の重症度分類もありこの分類に準じた治療アルゴリズムも示されているキャッスルマン病診療ガイドライン。またキャッスルマン病・TAFRO症候群・その類縁疾患調査研究班では治療効果判定にも有効なCHAPスコアを提唱している。CHAPスコアはCRP値、ヘモグロビン値、アルプミン値、パフォーマンスステータスからなる。

### 鑑別
特発性多中心性キャッスルマン病の鑑別疾患としては悪性リンパ腫、感染症（EBV、CMV、リケッチア、トキソプラズマ、結核、非定型抗酸菌、真菌など）、自己免疫性疾患（全身性エリテマトーデス、シェーグレン症候群、関節リウマチ、若年性特発性関節炎、成人発症スチル病など）、TAFRO症候群、IgG4関連疾患、POEMS症候群、菊池病などがあげられる。
IgG4関連疾患
IgG4関連疾患はしばしば特発性多中心性キャッスルマン病との鑑別に苦慮する疾患のひとつである。特発性多中心性キャッスルマン病では高ガンマグロブリン血症に伴って、しばしば血清IgG4も増加し、リンパ組織でもIgG4陽性細胞の増加を認めるためである。
鑑別点としてはIgG4関連疾患が膵臓、胆管、唾液腺、涙腺、腎臓、後腹膜といった臓器や部位に主病変が認められるのに対して、特発性多中心性キャッスルマン病はリンパ節が主病変である点があげられる。またIgG4関連疾患ではCRPの上昇がみとれないか、あっても軽度なのに対して、特発性多中心性キャッスルマン病の多くは高IL-6血症を反映してCRPが高く、小球性貧血や低アルブミン血症など慢性炎症に伴う諸症状を認める点も、鑑別の一助になる。
多中心性キャッスルマン病の特徴である持続性の炎症反応高値はIgG4関連疾患では特殊な場合を除いてほとんど認められない。

## 治療

### 単中心性キャッスルマン病の治療
外科的切除が第一選択であり腫大した病変を手術で完全に切除すれば治癒を目指せる。手術困難例や再発例では薬物療法も行われる。

### HHV-8関連多中心性キャッスルマン病の治療
HHV-8関連多中心性キャッスルマン病はHIV感染者に多く見られ海外での多中心性キャッスルマン病の大多数を占めるが日本では少ない。初期には自然寛解して、その後に再燃を繰り返して最後は急性増悪することが多い。HHV-8関連多中心性キャッスルマン病は腫大したリンパ節内で多クローン性に増殖したHHV-8感染形質芽細胞から大量にウイルス由来のviral IL-6が産出されることで発病する。viral IL-6が病因であるためヒトIL-6受容体抗体であるトシリズマブの効果は限定的と考えられている。HHV-8関連多中心性キャッスルマン病に対する確立された標準的治療はない。リツキシマブが多くの症例で用いられ抗がん剤による化学療法やHIVに対する抗ウイルス薬を使用して長期にわたり寛解状態を維持できるようになった。多中心性キャッスルマン病の病勢が落ち着いてからHIVに対する抗ウイルス薬を投与する。先に抗ウイルス薬を投与すると多中心性キャッスルマン病が悪化する報告がある。キャッスルマン病のガイドラインでは重症度分類による治療が推奨されている。

### POEMS症候群関連多中心性キャッスルマン病の治療
POEMS症候群関連多中心性キャッスルマン病には多中心性キャッスルマン病の治療の効果が乏しいことが知られている。そのため中心性キャッスルマン病の治療が奏効しないときPOEMS症候群関連多中心性キャッスルマン病を疑う。

### TAFRO症候群を伴う多中心性キャッスルマン病の治療
「新規疾患：TAFRO症候群の確立のための研究班」で暫定的に纏められたものを参考に治療する。

### iMCD-NOSの治療
トシリズマブのCR率が91％と最も優れており、ステロイドのCR率は27％で抗がん剤のCR率は44％である。キャッスルマン病のガイドラインではフローチャートに沿った治療が推奨されている。症状がなく、検査値の異常も軽度ならば経過観察する。症状があればステロイドやトシリズマブの投与を検討する。CDCNからも治療フローチャートが発表されている。

## 予後

### 単中心性キャッスルマン病の予後
単中心性キャッスルマン病の予後としてはTalatらの報告がよく知られている。単中心性キャッスルマン病278例のうち262人に外科切除が行われ、10年生存率が95.3％の良好な予後を報告している。予後不良因子としては病変部の不完全切除と病変部が表在リンパ節ではなく、後腹膜など体幹部のリンパ節腫大であることをあげている。体幹部のリンパ節は診断時に悪性リンパ腫が疑われたため部分的に生検されることが多く、結果的に不完全切除となったと考察している。単中心性キャッスルマン病は完全に外科切除されれば予後は良好と考えられている。

### 特発性多中心性キャッスルマン病の予後
TAFRO症候を伴わない特発性多中心性キャッスルマン病は適切な治療を行えば比較的予後が良好である。小島らの特発性多中心性キャッスルマン病28例の解析では5年生存率91％、10年生存率80％であり生存期間中央値は60ヶ月であった。藤本らのTAFRO症候を伴わない特発性多中心性キャッスルマン病67例の解析では5年生存率が100％、10年生存率90％以上であった。一方、TAFRO症候を伴う特発性多中心性キャッスルマン病の多くは亜急性に発症し急速に腎不全が進行する。発症から1年以内の死亡率は30％以上とされる。

## 備考
日本では2018年春より指定難病に追加される予定である。